# Шулеп камък
Шулеп камък е връх в Чудинската планина, разположена в югозападната част на Краище, между Лисец, Земенска планина и Конявска планина. Върхът с височина 1337 метра се намира на границата на България със Северна Македония и Сърбия и представлява най-западната точка на страната, въпреки че дълго време официално за такава точка е приеман разположеният на югоизток връх Китка. Географските координати на Шулеп камък са 42°19' северна ширина и 22°21' източна дължина.
Поради пограничното си разположение, в миналото достъпът до върха е бил ограничаван, но понастоящем е възможен. До него се стига от гара Долно село през с. Жеравино за приблизително три часа. От изоставеното и обезлюдено българско село Жеравино до върха се стига за 1-1,5 часа. Пътят до с. Жеравино и особено този след селото до църквата "Св. Георги" е земен и е удобен само за коли с повишена проходимост. Той е тесен и на места разминаването е невъзможно. Посещението става след уведомяване на "Гранична полиция" един ден предварително. 